# Metka Trdin
Metka Trdin, slovenska gledališka, televizijska in filmska igralka, * 27. marec 1972, Maribor.
Leta 2001 je diplomirala na Akademiji za gledališče, radio, film in televizijo v Ljubljani. Nastopala je v Slovenskem narodnem gledališču Maribor, Lutkovnem gledališču Maribor, Slovenskem narodnem gledališču Nova Gorica, Slovenskem stalnem gledališču v Trstu in Slovenskem mladinskem gledališču. Nastopila je tudi v seriji Teater Paradižnik ter celovečernih filmih Blues za Saro in Rezervni deli.

## Filmografija
- Rezervni deli (2003, celovečerni igrani film)
- Naj ostane med nami (2000, TV igra)
- Noč v hotelu (1999, študijski igrani film)
- Blues za Saro (1999, celovečerni igrani film)
- Teater Paradižnik (1994, TV serija)